# Royal Zoological Society of Scotland
Die Royal Zoological Society of Scotland ist eine zoologische Gesellschaft mit Sitz in Edinburgh, Schottland. Sie wurde 1909 von Rechtsanwalt Thomas Haining Gillespie gegründet. Sie betreibt seit 1913 den Edinburgh Zoo und erwarb 1986 den Highland Wildlife Park. Seit Oktober 2016 ist Barbara Smith Geschäftsführerin der Royal Zoological Society of Scotland.

## Aufgaben
Die Aufgaben der Gesellschaft wurden in der Gründungscharta festgelegt. Neben der Förderung des Tierschutzes durch die Erhaltung bedrohter Arten und Habitate wird die Förderung der Ausbildung unter anderem im Bereich der Zoologie, Tierphysiologie, Pathologie und damit verwandten Themen als Hauptaufgabe des Vereins angesehen. Die Royal Zoological Society of Scotland unterstützt die Ausbildung, Forschung und Naturschutzprojekte in Großbritannien und der ganzen Welt. Dazu legt die Gesellschaft altersgerechte Bildungsprogramme auf und veranstaltet Sommerakademien sowie Fototouren.

## Geschichte
Der Naturliebhaber Gillespie sammelte nach Gründung der Gesellschaft Spendengelder, um einen Zoo in der Nähe von Edinburgh einzurichten, um der Öffentlichkeit die Möglichkeit zu geben, normalerweise wildlebende und exotische Tiere zu beobachten und zu studieren. Im Jahr 1913 konnte mit Hilfe des Stadtrates von Edinburgh ein rund 34 ha großes Gebiet im Westen angekauft und am 22. Juli 1913 der Öffentlichkeit als Zoo übergeben werden. Der heute etwa 1000 Tiere umfassende Zoologische Garten erhielt 1948 nach dem Besuch des Königs Georg VI. als einziger Zoo im Vereinigten Königreich das Prädikat Royal. Im Jahr 1986 erwarb die Royal Zoological Society of Scotland den Highland Wildlife Park in Kincraig. In diesem Wildlife Park werden heute 200 Tiere gehalten, die vom Aussterben bedroht sind und in den Bergen und der Tundra beheimatet sind. Darüber hinaus hält man Wildpark einheimische schottische Haus- und Wildtiere.

## Heutige Aufgaben und Forschungsschwerpunkte

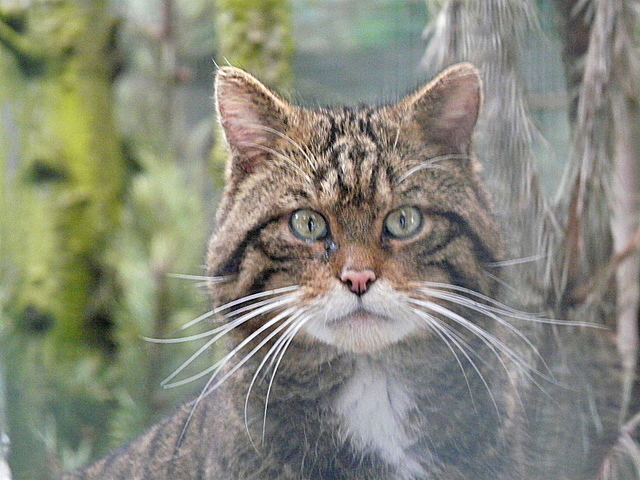
Schottische Wildkatze im Highland Wildlife Park der RZSS

Die beiden Einrichtungen besitzen heute eine wichtige Rolle bei der Erhaltung von bedrohten Tierarten. Dazu beteiligt sich die Gesellschaft an internationalen Tierschutzprojekten auf der ganzen Welt. Die Royal Zoological Society of Scotland bemüht sich heute schwerpunktmäßig um den Schutz von Esels-, Königs- und Felsenpinguinen auf den Falklandinseln und Tristan da Cunha im Südatlantik und kooperiert auch mit anderen Zoologischen Gärten, unter anderem dem Zoo Wuppertal.
Darüber hinaus widmet sich die Gesellschaft dem Schutz von einheimischen Arten wie der schottischen Wildkatze und arbeitete mit dem Scottish Wildlife Trust zusammen, um den Europäischen Biber wieder in Schottland anzusiedeln. 2007/08 führte die RZSS eine Ausrottungskampagne gegen Ratten auf der Insel Canna durch, um die dortige Waldmaus-Population zu schützen.
Die Royal Zoological Society of Scotland veröffentlicht ihre Forschungsergebnisse und ihren Tätigkeitsbericht in einem von ihr herausgegebenen Jahrbuch.